# فربيون غاياردو
فربيون غاياردو (الاسم العلمي: Euphorbia gaillardotii) هو نوع نباتي يتبع جنس الفربيون من الفصيلة اللبنية.